# Idiocercus australis
Idiocercus australis är en svampart som först beskrevs av Mordecai Cubitt Cooke, och fick sitt nu gällande namn av H.J. Swart 1988. Idiocercus australis ingår i släktet Idiocercus, divisionen sporsäcksvampar och riket svampar.   Inga underarter finns listade i Catalogue of Life.